# Instituto São Paulo/Foch

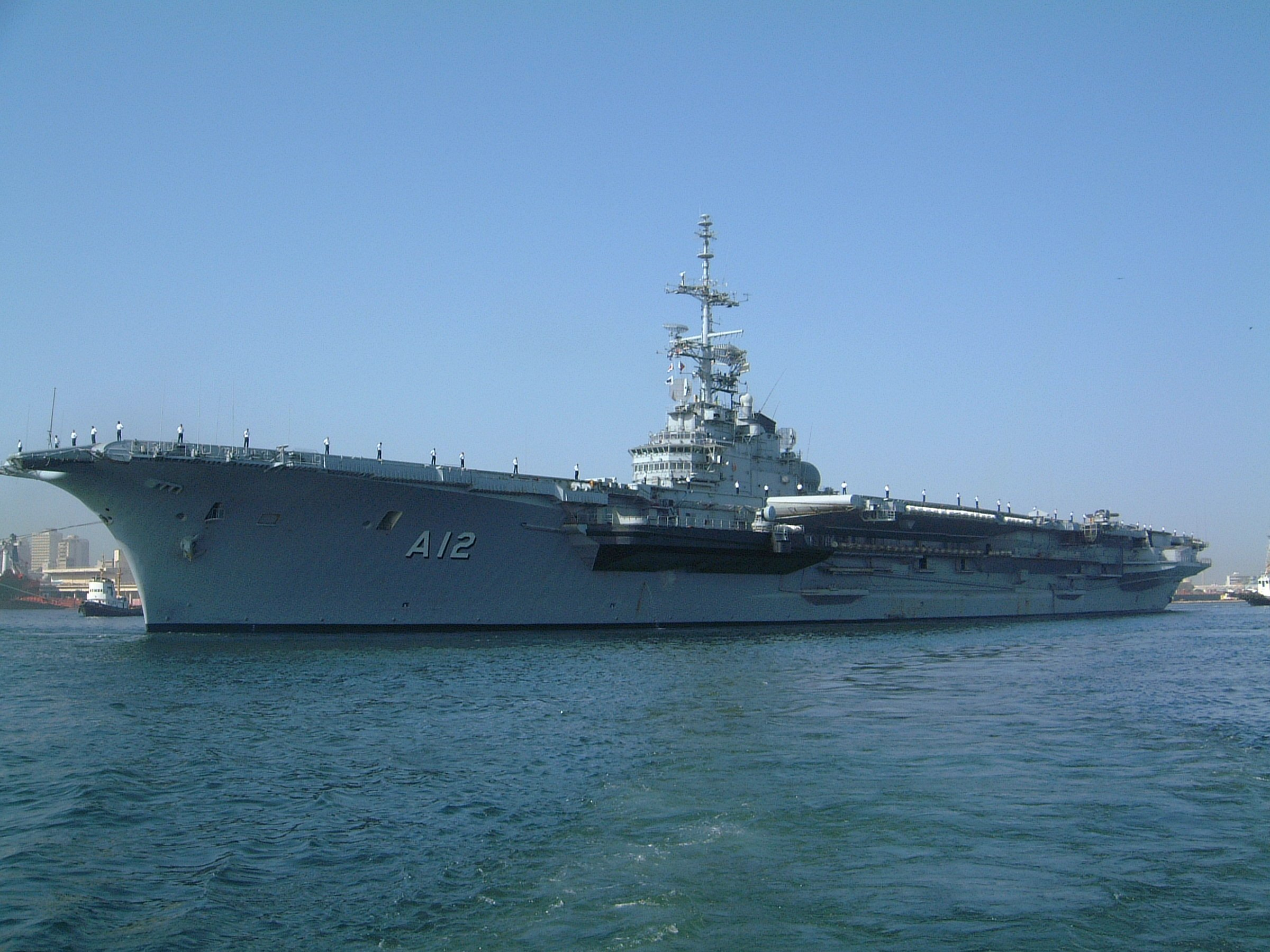
O porta-aviões Nae São Paulo (A12) em 2005.

O Instituto São Paulo|Foch é uma associação privada formada por entusiastas e ex-militares franco-brasileiros, que tem por finalidade a preservação do Porta-Aviões brasileiro Nae São Paulo. Em fevereiro de 2017, a Marinha do Brasil decidiu desativar o navio por constatar a inviabilidade de uma modernização que custaria em torno de um bilhão de reais. O instituto, em contato com a Marinha, apresentou uma proposta para torná-lo um navio-museu ou centro cultural. De acordo com os idealizadores, o plano é criar áreas de exposição no convés de voo e também em seu interior, restaurantes, salas de aula, escritório, cinema e barbearia. Segundo o oficial da marinha João Gonçalves, o São Paulo tem potencial para atrair turistas, mas considera difícil a sustentabilidade do projeto, mesmo com possíveis incentivos fiscais que a associação venha a ter. Por fim, em 2021, o Nae São Paulo foi vendido em um processo de leilão por mais de R$ 10 milhões por um comprador até então desconhecido.